# Fuerza Aérea Argentina
Fuerza Aérea Argentina (Det Argentinske Luftvåben, FAA). I 1945 blev den argentinske hærs Servicio Aéronautico del Ejército omdannet til et selvstændigt luftvåben.
FAA deltog i falklandskrigen i 1982 og var skyld i store tab blandt den britiske flåde. Da den argentinske flåde stort set havde givet op og den argentinske hær var i defensiven, udførte de argentinske piloter dumdristige og nyttesløse angreb i den sidste halvdel af falklandskrigen.
Da FAA var nedslidt (36 dræbte piloter og 48 ud af 95 kampfly gået tabt) overgav den argentinske garnison på øerne sig.
FAA havde købt 39 brugte A-4 Skyhawk-fly fra vietnamkrigen, 19 blev skudt ned under falklandskrigen. De sænkede HMS Coventry (destroyer), HMS Antelope (fregat), Sir Galahad (landgangsskib) og Foxtrot four (landgangsfartøj). Derudover beskadigede de HMS Glasgow (destroyer) og landgangsskibene Sir Bedivere og Sir Lancelot.
FAA havde også 24 IAI Dagger jagerbombere (israelske piratkopier af det franske Mirage V) hvoraf 11 blev skudt ned under falklandskrigen. De beskadigede HMS Antrim (destroyer) og HMS Plymouth (fregat).
Begge flytyper angreb med 250 lbs jernbomber og 20 mm maskinkanoner, og krævede dagslys for at operere.